# Collegio elettorale di Bologna Centro
Il collegio di Bologna Centro fu un collegio elettorale uninominale della Repubblica Italiana per l'elezione del Senato della Repubblica. Apparteneva alla Circoscrizione Emilia-Romagna e fu utilizzato per eleggere un senatore nella XII, XIII e XIV legislatura.
Venne istituito nel 1993 con la cosiddetta Legge Mattarella (Legge n. 276, Norme per l'elezione del Senato della Repubblica), attuata in seguito al referendum abrogativo del 1993. La legge istituì per la Camera dei deputati e per il Senato della Repubblica un sistema di elezione misto, in parte maggioritario e in parte proporzionale. Il 75% dei parlamentari dell'assemblea veniva eletto in collegi uninominali tramite sistema maggioritario a turno unico; il restante 25% al Senato veniva eletto tramite recupero proporzionale dei più votati non eletti attraverso un meccanismo di calcolo denominato "scorporo", cioè sottraendo dal conteggio dei voti totali di una lista nella parte proporzionale i voti ottenuti dai candidati collegati alla medesima lista che erano eletti nei collegi uninominali con il sistema maggioritario.
Il collegio venne abolito insieme a tutti gli altri che costituivano il Senato con la promulgazione della legge elettorale successiva, la cosiddetta Legge Calderoli. Questa prevedeva un sistema proporzionale con premio di maggioranza, che al Senato veniva attribuito a livello regionale.

## Territorio
Il collegio Bologna Centro era uno dei 14 collegi uninominali in cui era suddivisa l'Emilia-Romagna e, come previsto dal D.Lgs. del 20 dicembre 1993 n. 535, comprendeva parte del comune di Bologna.

## Eletti
| Elezione | Elezione | Senatore            | Partito            |
| -------- | -------- | ------------------- | ------------------ |
|          | 1994     | Enrica Pietra Lenzi | Progressisti (PDS) |
|          | 1996     | Giancarlo Pasquini  | L'Ulivo (PDS/DS)   |
| 2001     |          | Giancarlo Pasquini  | L'Ulivo (PDS/DS)   |

## Dati elettorali

### XII legislatura
|                               | Enrica Pietra Lenzi ✔️ Eletta | Progressisti               | 99 139  | 49,10 |  |  |  |  |  |
|                               | Roberto Neri                  | Polo delle Libertà         | 38 312  | 18,98 |  |  |  |  |  |
|                               | Filippo Berselli ✔️ Eletto    | Alleanza Nazionale         | 29 662  | 14,69 |  |  |  |  |  |
|                               | Jacopo Di Cocco               | Patto per l'Italia         | 24 261  | 12,02 |  |  |  |  |  |
|                               | Nicola Chirco                 | Lista Pannella-Riformatori | 8 459   | 4,19  |  |  |  |  |  |
|                               | Antonio Sarti                 | Partito Democratico        | 2 065   | 1,02  |  |  |  |  |  |
| Totale                        | Totale                        | Totale                     | 201 898 | 100   |  |  |  |  |  |
|                               |                               |                            |         |       |  |  |  |  |  |
| Voti non validi               | Voti non validi               | Voti non validi            | 7 222   | 3,45  |  |  |  |  |  |
| Votanti                       | Votanti                       | Votanti                    | 209 120 | 93,49 |  |  |  |  |  |
| Elettori                      | Elettori                      | Elettori                   | 223 683 |       |  |  |  |  |  |
|                               |                               |                            |         |       |  |  |  |  |  |
| Data: 27-28 marzo 1994        |                               |                            |         |       |  |  |  |  |  |
| Fonte: Ministero dell'interno |                               |                            |         |       |  |  |  |  |  |

### XIII legislatura
|                               | Giancarlo Pasquini ✔️ Eletto | L'Ulivo               | 115 277 | 58,93 |  |  |  |  |  |
|                               | Furio Bosello ✔️ Eletto      | Polo per le Libertà   | 67 868  | 34,69 |  |  |  |  |  |
|                               | Alessandro Martelli          | Lega Nord             | 7 764   | 3,97  |  |  |  |  |  |
|                               | Luigi Contini                | Lista Pannella-Sgarbi | 4 713   | 2,41  |  |  |  |  |  |
| Totale                        | Totale                       | Totale                | 195 622 | 100   |  |  |  |  |  |
|                               |                              |                       |         |       |  |  |  |  |  |
| Voti non validi               | Voti non validi              | Voti non validi       | 7 097   | 3,50  |  |  |  |  |  |
| Votanti                       | Votanti                      | Votanti               | 202 719 | 90,82 |  |  |  |  |  |
| Elettori                      | Elettori                     | Elettori              | 223 210 |       |  |  |  |  |  |
|                               |                              |                       |         |       |  |  |  |  |  |
| Data: 21 aprile 1996          |                              |                       |         |       |  |  |  |  |  |
| Fonte: Ministero dell'interno |                              |                       |         |       |  |  |  |  |  |

### XIV legislatura
|                               | Giancarlo Pasquini ✔️ Eletto | L'Ulivo                              | 100 930 | 53,61 |  |  |  |  |  |
|                               | Gianluigi Magri ✔️ Eletto    | Casa delle Libertà                   | 67 311  | 35,75 |  |  |  |  |  |
|                               | Sofia Mattei                 | Partito della Rifondazione Comunista | 7 860   | 4,17  |  |  |  |  |  |
|                               | Giancarlo Fabj               | Lista Di Pietro                      | 5 012   | 2,66  |  |  |  |  |  |
|                               | Luigi Contini                | Lista Pannella-Bonino                | 4 453   | 2,37  |  |  |  |  |  |
|                               | Francesco Antonio Maisano    | Democrazia Europea                   | 2 710   | 1,44  |  |  |  |  |  |
| Totale                        | Totale                       | Totale                               | 188 276 | 100   |  |  |  |  |  |
|                               |                              |                                      |         |       |  |  |  |  |  |
| Voti non validi               | Voti non validi              | Voti non validi                      | 4 867   | 2,52  |  |  |  |  |  |
| Votanti                       | Votanti                      | Votanti                              | 193 143 | 88,42 |  |  |  |  |  |
| Elettori                      | Elettori                     | Elettori                             | 218 446 |       |  |  |  |  |  |
|                               |                              |                                      |         |       |  |  |  |  |  |
| Data: 13 maggio 2001          |                              |                                      |         |       |  |  |  |  |  |
| Fonte: Ministero dell'interno |                              |                                      |         |       |  |  |  |  |  |